# Giannis Ploutarhos
Giannis Ploutarhos (del griego: Γιάννης Πλούταρχος) (n. 18 de diciembre de 1970) es un popular cantante y compositor griego. Es considerado uno de los cantantes más populares de su tiempo y se ha caracterizado por tener una voz genuina del estilo laïko. Hasta la fecha, ha publicado más de 10 álbumes de estudio, junto con uno solo álbum de grandes éxitos.

## Discografía
| Año  | Título                                 | Certificación |
| ---- | -------------------------------------- | ------------- |
| 1998 | Mono Esi                               |               |
| 2000 | Ipirhan Orki                           | Platinum      |
| 2001 | Mikres Fotografies                     | 3x Platinum   |
| 2002 | Den Einai O Erotas...Paidi Tis Logikis | 3x Platinum   |
| 2003 | Pai Ligos Kairos                       | 3x Platinum   |
| 2005 | Ola Se Sena Ta Vrika                   | 2x Platinum   |
| 2006 | Krimmena Mistika                       | 2x Platinum   |
| 2007 | Stigmes                                | Platinum      |
| 2008 | O,ti Genniete Stin Psihi               | 2x Platinum   |
| 2010 | Prosopika Dedomena                     | 6x Platinum   |
| 2011 | Dio Fones – Mia Psihi                  | 15x Platinum  |
| 2011 | I Dinami Tou Erota                     | 2x Platinum   |
| 2013 | Kato Apo Ton Idio Ilio                 | 3x Platinum   |
| 2014 | O Anthropos Sou                        | Platinum      |
| 2016 | Θέμα Χρόνου                            |               |
| 2017 | Πέρα απ΄τα μάτια μου                   |               |